# Chiroteuthis imperator
Chiroteuthis imperator Chun, 1908, comunemente noto come «calamaro imperatore», è una specie di calamaro appartenente alla famiglia dei Chiroteuthidae. Questi cefalopodi sono caratterizzati da corpi allungati e tentacoli estremamente lunghi, che possono raggiungere fino a quattro volte la lunghezza del mantello. Il corpo è fragile e gelatinoso, con pinne che variano da ovali a ellittiche, coprendo circa il 50% della lunghezza del mantello.
Chiroteuthis imperator è distribuito principalmente nell'Indo-Pacifico occidentale, in particolare al largo delle coste di Sumatra. Gli adulti possono raggiungere una lunghezza del mantello di 40 cm, ma i due tentacoli sono molto più lunghi.
La biologia riproduttiva di questa specie è poco conosciuta. Tuttavia, come altri membri della classe Cephalopoda, si ritiene che siano gonocorici, con maschi e femmine che muoiono poco dopo la riproduzione. Durante l'accoppiamento, il maschio utilizza l'ectocotile per trasferire gli spermatofori nella cavità del mantello della femmina, dove avviene la fecondazione.
Una caratteristica distintiva dei Chiroteuthidae è lo stadio paralarvale unico, noto come «doratopside». In questo stadio, le paralarve possiedono un gladio notevolmente allungato che supporta una struttura simile a una coda. Questa struttura può presentare pinne secondarie o una serie di piccoli lembi lungo tutta la sua lunghezza. Durante la maturazione, la «coda» viene generalmente persa, mentre le braccia si allungano e si sviluppano fotofori, organi bioluminescenti presenti in alcune specie.
Attualmente, Chiroteuthis imperator non è stato valutato nella Lista Rossa dell'IUCN né è incluso nelle appendici della CITES. La mancanza di dati specifici sulla popolazione e sulla distribuzione rende difficile una valutazione accurata del suo stato di conservazione.